# ニューヨーク州立大学バッファロー校
ニューヨーク州立大学バッファロー校（ニューヨークしゅうりつだいがくバッファローこう、英称：University at Buffalo, The State University of New York、略称：バッファロー大学 (University at Buffalo: UB)）は、アメリカ合衆国の男女共学の州立大学。
大きくはアムハースト（北）とバッファロー（南）の2地区に分かれてキャンパスが存在する（両キャンパスは数キロ程の距離）。84の学士、184の修士、78の博士の学位コースがある。ニューヨーク州立大学 (SUNY) システムの4つの総合大学のうちの一つである。
バッファロー大学は、カーネギー高等教育機関分類の重点研究機関として分類されている。多くの宇宙飛行士や、ノーベル賞、ピューリッツアー賞、各々の分野での賞の受賞者を輩出している。バッファロー大学は、ニューヨーク州で唯一の州立医学部、薬学部、法学部、農学部、都市計画部を持つ。TIMES世界大学ランキング2013-2014で世界総合176位にランクインした。ウォールストリートジャーナルのTimes Higher Education 2017 のランキングでは、ニューヨーク州の公立大学(public universities)の中でトップにランクされている。

## 歴史
1848年にバッファロー及びナイアガラ地域の人々により私立医学校が設立されたことが始まり。ジェームス・プラット・ホワイト医博士が尽力し、1846年に州より設立許可を得た。彼の当初のクラスは89名で、産科学を教えた。このように大学設立当初の目的は、病院の協力のもとで医師を養成することであった。最初の学長は、後の第13代大統領ミラード・フィルモアである。12代大統領ザカリー・テイラーの死後、大統領に着任した後も、非常勤という形で学長であり続けた。ミラード・フィルモアの名前は大学の施設、生涯教育の学校などに残っている。

### 黎明期
医学部のプログラムの拡大、薬学科の設置後の1891年にナイアガラ大学より法学部（ロースクール）を得て、法学部を設置した。1909年にエリー郡より、最初の総合大学としての建物を得た。現在のサウスキャンパスが建学時の施設だと一般的に思われているが、厳密にはこのように違う。1915年に従来の専門資格型の教育と一線を画した一般教養及び科学系学部を設置した。1959年に学生によるAMラジオ放送を開始した。NPR (National Public Radio) で人気パーソナリティーのテリー・グロス及びイラ・フラトーらを生み出している。1960年の始め頃に、私立大学からSUNYの傘下に入り公立の大学となった。1961年にニューヨーク西部の核研究計画が立ち上がり、サウスキャンパスに小規模な核分裂反応炉が設置された。この計画は、政府と共同研究しているカリフォルニア大学バークレー校の核研究に太刀打ちできるものではなく、安全面の問題もあり、2005年に撤去されている。1964年に現在のノースキャンパスであるアムハーストに、将来医学関連以外の教育を行なう校舎用に土地を取得した。

### UB2020構想
2004年より次期15年の戦略計画として、UB2020構想が立ち上がっている。構想の目玉としては、学生数を10.000人、750人の教員、600人のスタッフを増やし、大学の規模を現在の40%拡大することである。地域経済もこれにより15億ドル程度拡大し、税収も9千6百万ドル増えると試算している。この構想は学際的レベルをより高めていくために、5本柱をおいている。
1. 学際的な既存概念の転換、知的集団への啓蒙をおこなっていく
2. 大学施設間で垣根をなくしていく
3. 社会政策を取り入れて大学としての責務を地域に貢献させていく
4. 大学資源の活用、長期的計画実施の基盤の役を果たしていく
5. 環境や持続的社会へのリーダーシップを発揮していく

## キャンパス
バッファロー大学はニューヨーク州でもっとも大きい総合大学であり、キャンパスはノースキャンパス、サウスキャンパス、ダウンタウンキャンパスの3つに分かれる。
- ノースキャンパス
- サウスキャンパス
- ダウンタウンキャンパス

## 学部・大学院等構成
- 薬学及び薬科学部 (The School of Pharmacy and Pharmaceutical Sciences) バッファロー大学の中で2番目に歴史のある学部。U.S. News の大学院ランキングでは国内17位にランクされている。
- 建築設計学部 (The school of Architecture and Planning) 建築及び都市設計の専門学位と専門前のコースの両方を併せ持つのは、SUNYの中で唯一。
- 歯学部 (The school of Dental Medicine)
- 教養科学部 (The College of Arts and Sciences)
- 教育学大学院 (The Graduate School of Education) バッファロー大学で最も大きい規模をもつ大学院の一つで、カウンセリング及び教育哲学、教育指導及び政策、学習と教育、図書館情報学の4つの部からなる。
- 工学及び応用科学学部 (The School of Engineering and Applied Sciences) 化学及び生物学科、都市建設及び環境学科、コンピューター理工学科、電気学科、産業システム学科、機械及び宇宙学科の6学科よりなる。
- 法科大学院 (The UB Law School) 労働雇用関係、工業知的財産関係に注力している。SUNYシステム唯一のロースクール。
- 経営管理大学院、学部：MBA (The School of Management) 4年連続でウォールストリート・ジャーナル紙 で世界でのトップビジネススクールとしてランクインする。また、フォーブスやビジネスウィークでもMBAのベストスクールとして評価されている。MBAのオプションプログラムとして、理学修士 (数学科の経営工学、バイオテクノロジー管理）の同時取得プログラムがある。
- 医学及び生物医科学部 (The School of Medicine and Biomedical Sciences) 161年の歴史とともに、大学創立の起始点である。
- 看護学部 (The School of Nursing) Sigma Theta Tauは米国看護名誉協会のメンバーになっている。また、米国看護学生協会のメンバーでもある。
- 健康衛生学部 (The School of Public Health and Health Professions) 2003年にコメディカル専門学部、社会医学、衛生医学関係学部が統合してできた学部。研究者、教育者、専門技術者を養成することを目的とする。学生は共に問題点や解決策を探りながら、急速に高まる健康問題について勉強することができる。
- ロズウェルパーク癌研究所 (The Roswell Park Cancer Institute) 1898年に著名な外科医のロズウェル・パークによって設立された世界的で最も古い総合癌治療センター。
- ソシャルワーク大学院 (The Graduate School of Social Work) 1924年に設立。

## 各種ランキングに於ける同校の評価

### 主要世界大学ランキング
- TIMES世界大学ランキング2013 -2014 (総合): 世界第176位[1]

### 上海交通大学世界大学世界ランキング
- 化学: 世界ランク 76-100位[2]
- 医学、薬学: 世界ランク 76-100位[3]
- 社会科学: 世界ランク 101-150位[4]
- 自然科学・数学: 世界ランク 151-200位[4]
- 工学・コンピューターサイエンス: 世界ランク 151-200位[4]

## 大学関係者
主要記事：w:List of University at Buffalo people

### 著名な教授陣
- ロナルド・コース - 元バッファロー大学経済学部教授、ノーベル経済学賞受賞
- フリッツ・マハループ - 元バッファロー大学経済学部教授、元アメリカ経済学会会長、元国際経済学会会長
- Eli Ruckenstein - バッファロー大学工学部教授、アメリカで授与される最高の科学賞であるアメリカ国家科学賞受賞
- 呉大猷 - 元バッファロー大学物理学科教授、中国の物理学の父と言われる。
- ハーバート・ハウプトマン - 元バッファロー大学生物物理学教授、ニューヨーク市立大学数学科卒の異色の化学者、分子の結晶構造の決定に新しい数学的方法を導入、ノーベル化学賞受賞
- ジョン・C・エックルス - 元バッファロー大学生物物理学科教授、ノーベル生理学・医学賞受賞
- ウィリアム・ローヴェア - バッファロー大学数学科名誉教授、圏論、トポスの研究で有名
- Stephen Schanuel - バッファロー大学数学科教授、Schanuel's lemmaの発見者
- J・M・クッツェー - 元バッファロー大学英文学科教授、ノーベル文学賞受賞
- アーチー・シェップ - 元アフリカ系アメリカ人研究教授、ジャズ・ミュージシャン、サックス奏者

### 著名な出身者
- 李彦宏 - 中国で最も普及しているサーチエンジン百度 Baidu.com の創始者（北京大学学士、バッファロー大学修士）
- モハメド・アブドゥライ・モハメド - ソマリアの首相（バッファロー大学学士・修士）
- 周済 - 2009年まで中国の教育部部長（教育相）、現職は中国工程院院長（清華大学学士、バッファロー大学修士・Ph.D)
- Chaturon Chaisang - タイの前副首相（バッファロー大学学士、アメリカン大学修士）
- エレン・ベイカー - 宇宙飛行士、医者（バッファロー大学学士、コーネル大学医学部Ph.D）
- エヴリン・シモノウィッツ・リーバーマン - クリントン政権において、女性として初の大統領次席補佐官、初代公共外交・広報担当国務次官（バッファロー大学学士）
- ウィルフリド・セラーズ - 戦後アメリカを代表する哲学者（バッファロー大学学士、オックスフォード大学修士）
- Mark Huddleston - University of New Hampshireの学長（バッファロー大学学士、ウィスコンシン大学マディソン校 修士・Ph.D)
- Steve Liesman - ピューリッツァー賞受賞者（バッファロー大学学士、コロンビア大学修士）
- Robert B. Murrett - アメリカ国家地球空間情報局の4代目ディレクター（バッファロー大学学士、ジョージタウン大学修士)
- Maynard Jack Ramsay - 昆虫学者（バッファロー大学学士、コーネル大学修士・Ph.D)
- Greg D'Alba - CNN社長（バッファロー大学学士）
- Millard Drexler - 元ギャップ (企業)CEO、J.クルー会長（バッファロー大学学士）
- John Alm - 元コカ・コーラ社社長（バッファロー大学学士）
- Brad Grey - パラマウント映画会長（バッファロー大学学士）
- Jeremy Jacobs - Delaware North Companies会長（バッファロー大学学士）Forbesで世界で634番目の富豪として紹介された。
- Anthony H. Gioia - 元マルタ大使（バッファロー大学学士、南カリフォルニア大学MBA）
- リチャード・ホフスタッター - アメリカの政治史家、元コロンビア大学教授（バッファロー大学学士、コロンビア大学修士・PhD）
- ローレン・グッドマン - 韓国の英文学者、詩人。延世大学校教授（コロンビア大学学士、アリゾナ大学修士、バファロー大学修士・Ph.D、神戸大学博士)
- Michael R. Dimino, Sr - ハーバード大学ロースクール准教授（バッファロー大学学士、ハーバード大学博士）
- Dena Morton - Xavier University数学科教授（バッファロー大学学士、ジョンズ・ホプキンス大学Ph.D）
- Paul E. Sokol - インディアナ大学ブルーミントン校物理学科教授（バッファロー大学学士、オハイオ州立大学Ph.D）
- Mark W. Richman - Worcester Polytechnic Institute工学部教授（バッファロー大学学士、ミシガン大学修士、コーネル大学Ph.D）
- Saeho Chong - ソウル大学Manufacturing Pharmacy学科教授（バッファロー大学学士・修士・Ph.D）
- Hanley Matthew M. - 慶應義塾大学文学部教授（バッファロー大学学士・修士・Ph.D）
- 太田浩 - 一橋大学国際教育センター教授（國學院大學学士、バッファロー大学修士・Ph.D）
- 太田康広 - 慶應義塾大学ビジネススクール教授（慶應義塾大学学士、東京大学修士、バッファロー大学Ph.D）
- 木村忠正 - 立教大学社会学部メディア社会学科教授（東京大学大学学士、バッファロー大学修士）
- 工藤教孝 - 名古屋大学大学院経済学研究科教授（立命館大学学士、バッファロー大学Ph.D）
- 小暮修三 - 東京海洋大学学術研究院海洋政策文化学部門教授（早稲田大学学士・バッファロー大学修士・Ph.D）
- 佐藤洋祐 - 東京理科大学理学部教授（名古屋大学学士、神戸大学修士、バッファロー大学Ph.D）
- 杉浦邦征 - 京都大学工学部教授（名古屋大学学士、名古屋大学修士、バッファロー大学Ph.D）
- 髙尾直知 - 中央大学文学部教授（東京外国語大学学士、東京大学修士、バッファロー大学Ph.D）
- 竹田茂夫 - 法政大学経済学部教授（早稲田大学学士、一橋大学修士、バッファロー大学Ph.D）
- 中馬宏之 - 一橋大学名誉教授（一橋大学学士、バッファロー大学Ph.D）
- 山田育穂 - 東京大学情報学環准教授（東京大学学士・修士、バッファロー大学Ph.D）
- 吉田健二 - 法政大学ビジネススクール教授（防衛大学校卒業、筑波大学修士、バッファロー大学Ph.D）
- 渡辺精一 - 北海道大学大学院工学研究院教授（北海道大学学士、北海道大学修士、バッファロー大学Ph.D）